# نبرد بلژیک
نبرد بلژیک نبردی در جنگ جهانی دوم بود که از ۱۰ مه سال ۱۹۴۰ با تهاجم آلمان به بلژیک آغاز شد و در نهایت به شکست نیروهای متفقین و تصرف خاک این کشور انجامید.

## آماده‌سازی و اقدامات بلژیک
در پی تهاجم آلمان به لهستان در ماه سپتامبر سال ۱۹۳۹ و آغاز جنگ جهانی دوم، بلژیک با اتخاذ موضع بی‌طرفی، سعی در اجتناب از درگیر شدن در مخاصمات داشت. به دستور هوبرت پیرلو، نخست‌وزیر این کشور نیروهای بلژیکی به منظور دفاع در مقابل هر گونه تهاجم در مرزهای مشترک با آلمان و فرانسه مستقر شدند.

## نیروهای طرفین
بلژیک
ماه مه سال ۱۹۴۰ نیروی زمینی بلژیک بیش از ۶۰۰ هزار نفر نیرو در قالب ۲۲ لشکر داشت. به هر صورت این قوا به شکل ضعیفی به منظور مقابله با تهاجم ورماخت تسلیح شده بودند. بلژیکی‌ها تعداد اندکی توپ ضدهوایی و تنها ۴۲ تانک سبک و ۱۲ تانک متوسط در اختیار داشتند. نیروی هوایی بلژیک نیز تنها متشکل از ۱۸۴ هواگرد عملیاتی بود. بدین شکل هیچ امیدی به پایداری بلژیک در مقابل آلمان بدون کمک خارجی وجود نداشت.
آلمان
ورماخت ارتش ششم از گروه ارتش ب را با هفده لشکر پیاده‌نظام و دو لشکر زرهی به منظور تهاجم اولیه به بلژیک اختصاص داد. ارتش هجدهم نیز با یازده لشکر از جمله یک لشکر سواره‌نظام و یک لشکر زرهی می‌بایست پس از تسخیر هلند رو به جنوب می‌آورد و وارد بلژیک می‌شد.